# Fukomys ochraceocinereus
Fukomys ochraceocinereus is een zoogdier uit de familie van de molratten (Bathyergidae). De wetenschappelijke naam van de soort werd voor het eerst geldig gepubliceerd door Theodor von Heuglin in 1864.

## Voorkomen
De soort komt voor in het oosten van Nigeria, de Centraal-Afrikaanse Republiek, het noorden van Congo-Kinshasa, het zuiden van Zuid-Soedan en het noordwesten van Oeganda.